# Edmond Séchan
Edmond Louis Romain Séchan (* 20. September 1919 in Montpellier; † 7. Juni 2002 in Courbevoie) war ein mehrfach ausgezeichneter französischer Kameramann und Regisseur. 

## Leben und Wirken
Edmond Séchan entstammt einer protestantischen Familie des Bildungsbürgertums. Sein Vater war der Gräzist Louis Séchan, der an der Sorbonne lehrte, sein Bruder der Schriftsteller Olivier Séchan. Sein Neffe Renaud Séchan, Sohn seines Bruders, ist seit Jahren einer der populärsten Sänger Frankreichs.
Séchan erhielt seine fotografische Ausbildung an der École technique de photographie et de cinématographie und besuchte außerdem die Filmhochschule von Vaugirard. Nach dem Krieg (seit 1946) nahm er als einfacher Kameramann an diversen filmischen Dokumentationen des Regisseurs Jacques Dupont im Rahmen einer großangelegten, sich in mehreren Etappen über fünf Jahre hinziehenden Expedition in den Kongo und nach Niger (‘Mission Hogar-Congo-Niger’) teil.
Seine gefeierte fotografische Leistung bei Der Hengst Crin Blanc, der semidokumentarischen Geschichte über die Freundschaft zwischen einem Pferd aus dem Rhonetal und einem Fischerjungen, machte Séchan in der Branche schlagartig bekannt. Er erhielt daraufhin Aufträge vom Kinofilm, bewies aber sein bildgestalterisches Geschick vor allem und immer wieder bei Dokumentarfilmen, die er zum Teil selbst inszenierte. Zwei dieser Arbeiten wurden in Hollywood mit dem Oscar ausgezeichnet, der Akademiepreis für den von Séchan inszenierten Film Abenteuer eines Goldfisches ging an den Produzenten und Naturfilmer Jacques-Yves Cousteau, mit dem Séchan in den 50er-Jahren mehrfach zusammenarbeitete. 1975 gewann er für eine Kurzfilmregie die Goldene Palme, Séchans Inszenierung Toine brachte ihm 1981 den französischen Filmpreis César ein.
Seine Beiträge zum Kinospielfilm sind eher konventioneller Natur. Séchan fotografierte unter anderem einige turbulente Kassenfüller mit Jean-Paul Belmondo und Louis de Funès wie Abenteuer in Rio und Der Gendarm vom Broadway. Er stand aber auch bei den beiden La Boum-Komödien mit der jungen Sophie Marceau hinter der Kamera. 1987 zog er sich von der aktiven Arbeit hinter der Kamera zurück.

## Filmografie
- 1946: Au pays des Pygmées (Kurzdokumentarfilm)
- 1947: Pirogues sur l’Ogooué (Kurzdokumentarfilm)
- 1949: La grande case (Kurzdokumentarfilm)
- 1951: La lèpre (Kurzdokumentarfilm)
- 1951: Lambarène (Kurzdokumentarfilm)
- 1952: Der Hengst Crin Blanc (Crin-Blanc)
- 1954: Nagana
- 1955: Der rote Ballon (Le ballon rouge)
- 1955: Die schweigende Welt (Le monde du silence) (Oscar-prämierter Dokumentarfilm)
- 1955: Die Besessenen (Les possédées)
- 1956: Das Halbblut von Saigon (Mort en fraude)
- 1957: Arsène Lupin, der Millionendieb (Les aventures d’Arsène Lupin)
- 1957: Die Falle (Le piège)
- 1957: Die schwarze Sklavin (Tamango)
- 1957: Wir sehen mit unseren Augen: Rußland heute (Dokumentarfilm)
- 1957: Niok, le petit éléphant (Kurzfilm, Regie, Drehbuch)
- 1958: Abenteuer eines Goldfisches (L’histoire d’un poisson rouge) (Oscar-prämierter Kurzfilm, Regie, Drehbuch)
- 1959: Die nach Liebe hungern (Les dragueurs)
- 1960: L’ours (auch Regie, Drehbuch)
- 1961: Ton ombre est la mienne
- 1961: Oberst Strogoff (Le triomphe de Michel Strogoff)
- 1962: L’Haricot (auch Mitregie, Drehbuch) (Goldene Palme)
- 1962: 40 Millionen suchen einen Mann (Love is a Ball)
- 1963: Der Boss hat sich was ausgedacht (Échappement libre)
- 1964: Abenteuer in Rio (L’homme de Rio)
- 1964: Der Himmel brennt (Le ciel sur la tête)
- 1965: Der Gendarm vom Broadway (Le Gendarme à New York)
- 1965: Die tollen Abenteuer des Monsieur L. (Les tribulations d’un chinois en Chine)
- 1965: Auch große Scheine können falsch sein (Monnaie de singe)
- 1966: Geliebter Schuft (Tendre Voyou)
- 1966: Der Herr Generaldirektor (Monsieur le président-directeur-général)
- 1966: Zwei Wochen im September (À cœur joie / Two Weeks in September)
- 1968: Pour un amour lointain (Regie, Co-Drehbuch)
- 1969: Sex-Power
- 1970: Le lis de mer
- 1970: Der Mann mit der Torpedohaut (La peau de torpédo)
- 1971: Balduin, der Sonntagsfahrer (Sur un arbre perché)
- 1971: La grande maffia
- 1972: Gefährliche Partner (Le mataf)
- 1973: Der Spatz von Paris – Edith Piaf (Piaf)
- 1974: …les borgnes sont Rois (Kurzfilm, Regie, Produzent, Kamera)
- 1975: D’amour et d’eau fraîche
- 1976: Das blaue Land (Le pays bleu)
- 1977: Samstags immer, sonntags nie (Les petits câlins)
- 1977: Monsieur Papa
- 1978: L’esprit de famille
- 1978: Der Sanfte mit den schnellen Beinen (La carapate)
- 1980: La Boum – Die Fete (La Boum)
- 1980: Toine (Regie, Kurzfilm)
- 1982: La Boum 2 – Die Fete geht weiter (La Boum 2)
- 1982: Insel der Wollust (Femmes)
- 1983: Die Glorreichen (Les Morfalous)
- 1984: Fröhliche Ostern (Joyeuses pâques)
- 1984: Tödliche Angst (La septième cible)
- 1987: L’âge de monsieur est avancé

## Auszeichnungen
- 1963: Goldene Palme in der Kategorie Bester Kurzfilm für L’haricot
- 1975: Oscar in der Kategorie Bester Kurzfilm (Live Action) für Les … borgnes sont rois
- 1981: César in der Kategorie Bester Kurzfilm – Fiktion für Toine